# Aceite de motor

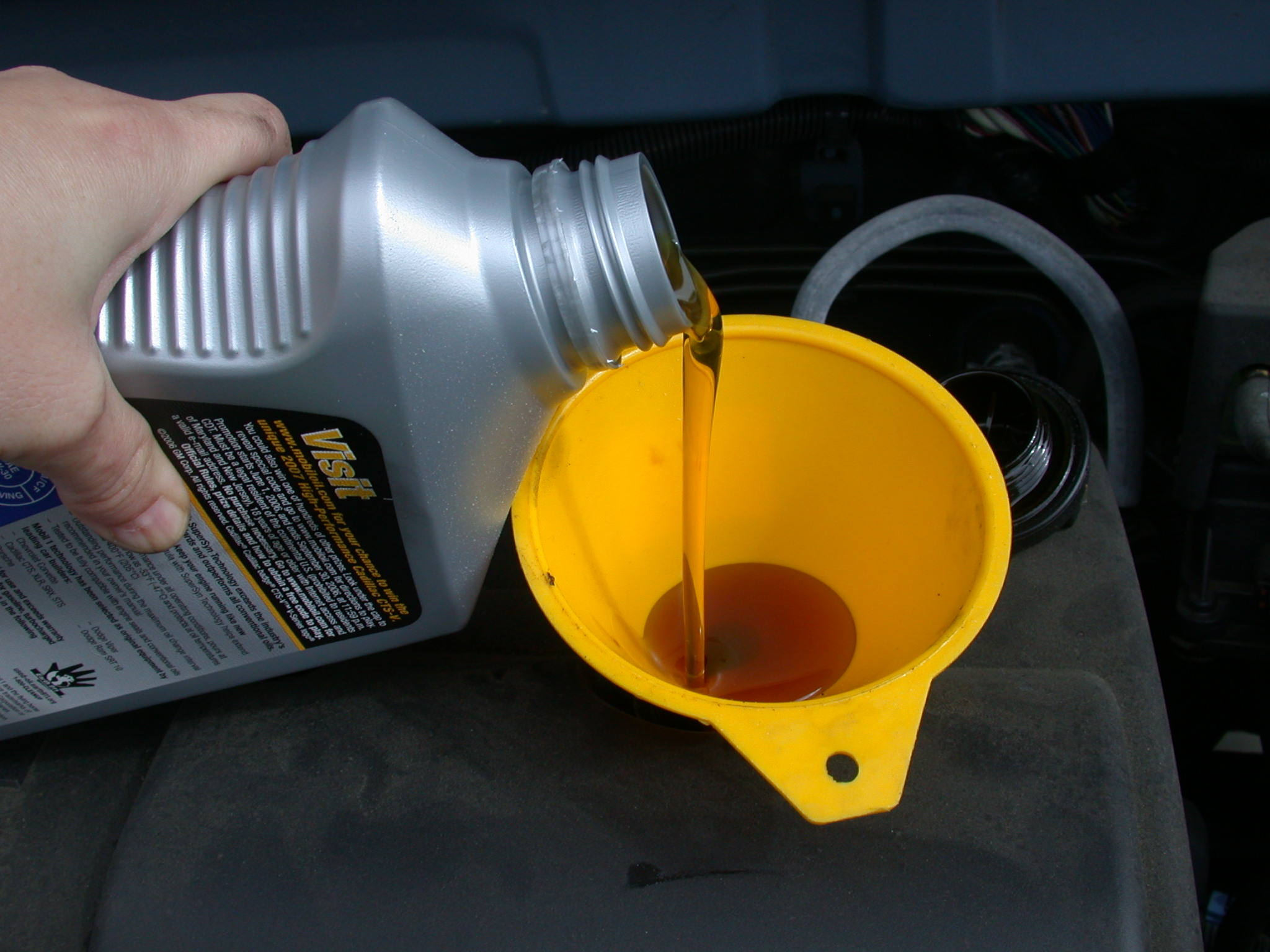
Aceite de motor.

Se llama aceite de motor, por extensión, a todo aceite que se utiliza para lubricar los motores de combustión interna. Su propósito principal es lubricar las partes móviles, reduciendo considerablemente la fricción entre los metales, alargando así la vida del mismo. Además de lubricar, el aceite también limpia, inhibe la corrosión y reduce la temperatura del motor transmitiendo el calor lejos de las partes móviles para disiparlo. Los primeros aceites utilizados fueron los extraídos de grasas animales y vegetales. A medida que avanzaron la técnica y las exigencias de los motores, se empezaron a usar los compuestos químicos derivados del petróleo de mayor calidad y acorde con las necesidades industriales en ese momento. Estos aceites, que consisten principalmente en hidrocarburos y compuestos orgánicos de carbono e hidrógeno, llevan añadidos diferentes compuestos químicos para mejorar sus cualidades. La tecnología actual, no obstante, los está dejando obsoletos y están siendo desplazados progresivamente por los aceites sintéticos formulados enteramente en laboratorio y con prestaciones muy superiores a los derivados del petróleo.

## Uso

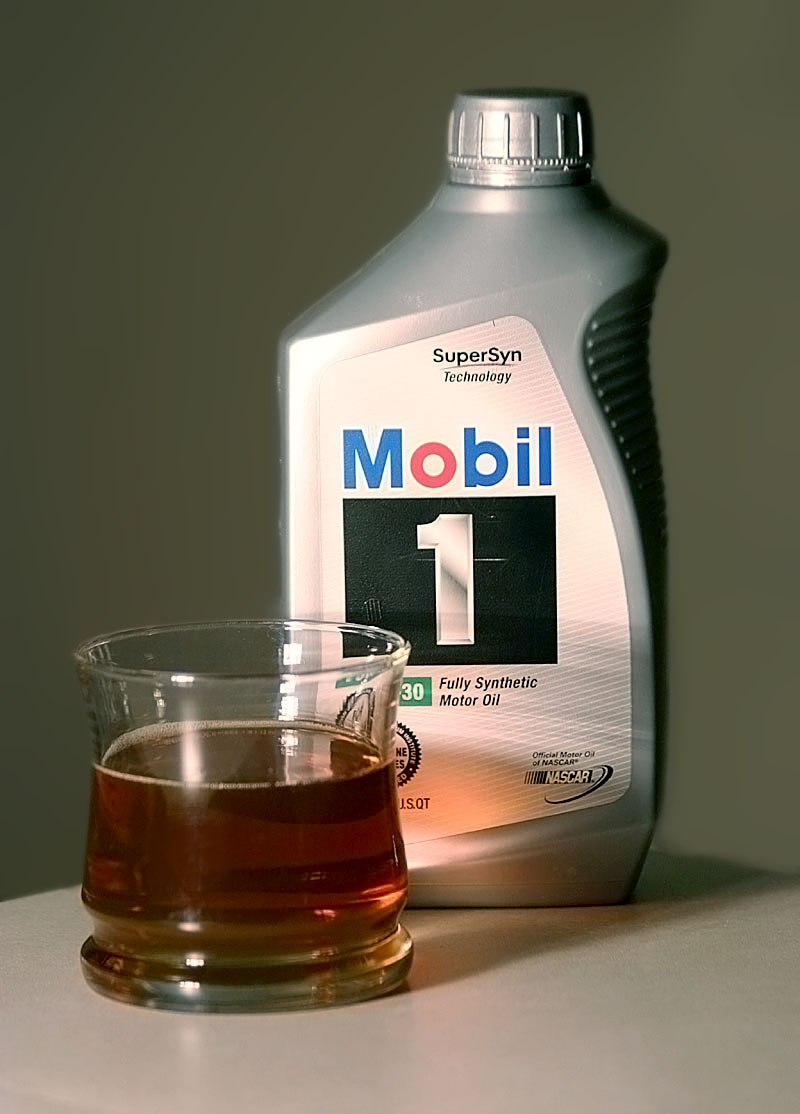
Aceite de motor en un vaso.

El aceite de motor es un lubricante que se usa en motores de combustión interna. Entre ellos se incluyen automóviles, motocicletas, autobuses, vehículos comerciales, karts, botes, cortacéspedes, tractores, trenes, aviones, diversos equipamientos para la construcción y la agricultura y motores estáticos como generadores eléctricos. En los motores hay componentes que se mueven a distancias muy reducidas con desgaste de los componentes, desembocando en una reducción de la eficiencia y en una degradación del motor. Esto, a su vez, supone un aumento del consumo de combustible, reduce la potencia del motor y puede, en casos extremos, causar una avería irreversible del motor (ej. gripado).
El aceite lubricante crea una película separadora entre las superficies móviles adyacentes para minimizar el contacto directo, el desgaste y la producción de calor, protegiendo así al motor y alargando su vida. Gracias a la buena conductividad de calor del aceite, al ponerse en contacto con una superficie caliente, absorbiendo parte del calor para transmitirlo a otro sitio, normalmente al aire o a un disipador de algún tipo.
En los motores de gasolina el anillo de compresión superior puede llegar a exponer el aceite de motor a temperaturas de hasta 160 °C. En los motores diésel el anillo superior puede exponer el aceite a temperaturas superiores a los 315 °C. Los aceites de motor con índices de viscosidad alta, o los multigrado, mantienen mejor su densidad a altas temperaturas. Los de bases sintéticas mantienen mejor sus propiedades en situaciones de uso extremas de presión y temperatura.
Recubriendo componentes metálicos con aceite se evita su exposición al oxígeno, evitando así su oxidación acelerada a altas temperaturas, salvaguardando al motor de la corrosión. También pueden añadirse al aceite inhibidores de corrosión. Muchos aceites de motor tienen aditivos detergentes y dispersantes para mantener el motor limpio al mantener en suspensión las partículas sólidas y carbonilla.
El roce de componentes metálicos produce, inevitablemente, partículas metálicas microscópicas. Estas partículas se desplazan en el aceite causando erosión y desgaste de las piezas móviles. Para filtrar estas partículas existen los filtros de aceite. El filtro de aceite elimina muchas partículas, pero finalmente puede obstruirse si se usa durante demasiado tiempo. La degradación, dilución, oxidación y contaminación del aceite a menudo requieren su reemplazo antes de 1-2 años y entre 15,000 y 30,000 km. Una bomba de aceite movida por el motor del vehículo se encarga de bombear el aceite a través del filtro. Existen varios tipos de filtrado, de flujo completo, o de bifurcación son los más comunes.
En el caso del cigüeñal del motor de un vehículo, el aceite lubrica las superficies móviles o rotatorias entre los cojinetes del cigüeñal y las bielas que unen los pistones al cigüeñal. El aceite, normalmente, se recolecta en el fondo del cárter de aceite. En algunos motores de reducido tamaño, como por ejemplo el de un cortacésped, piezas del fondo de las bielas se sumergen en el aceite salpicando la carcasa para lubricar los componentes internos.
En los motores de los vehículos modernos, la bomba de aceite toma el aceite del depósito de aceite y lo envía a través del filtro de aceite a galerías, desde las cuales el aceite lubrica los elementos necesarios como, por ejemplo, los rodamientos principales del cigüeñal. Desde estos orificios el aceite se mueve a través de los pasajes dentro del cigüeñal hacia orificios de salida en la barra con los rodamientos, con el fin de lubricar los rodamientos de la barra y las bielas. Algunos diseños sencillos se basan en estas piezas que se mueven a alta velocidad para salpicar y lubricar las superficies en contacto entre los anillos de los pistones y la superficie interior de los cilindros. Sin embargo, los diseños modernos cuentan con canales a través de las barras que transportan el aceite desde las bielas hasta la conexión entre el bulón y el pistón, lubricando las superficies de contacto entre los anillos del pistón y las superficies interiores de los cilindros. La película de aceite también sirve como sello entre los anillos del pistón y las paredes del cilindro para separar la cámara de combustión en la cabeza del cilindro del carter.

## Grados

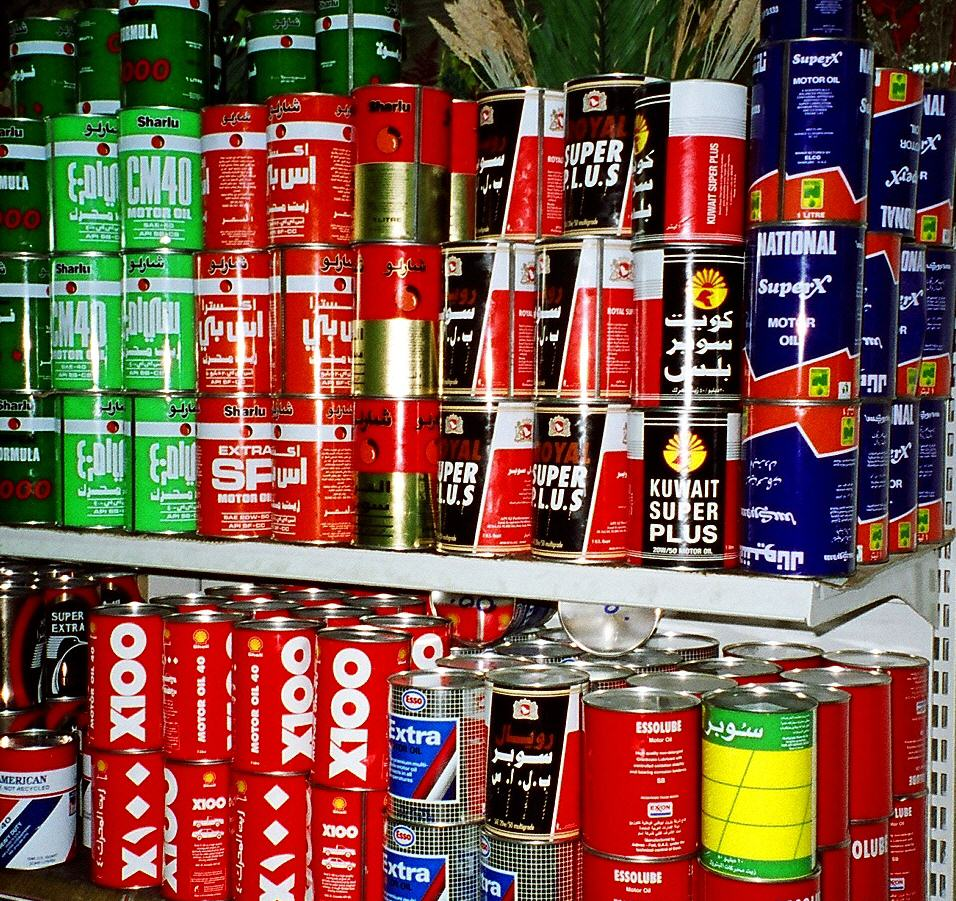
Exposición de la gama de aceites de motores en Kuwait.

La Society of Automotive Engineers, SAE, al español, «Sociedad de Ingenieros del Automóvil», ha establecido un sistema de códigos numéricos para categorizar los aceites de motor según su viscosidad cinemática. Los grados de viscosidad del SAE son los siguientes: 0, 5, 10, 15, 20, 25, 30, 40, 50 y 60. A algunos de los grados se les puede añadir el sufijo W de «winter" (palabra en inglés para «invierno») o viscosidad para arranque en frío a bajas temperaturas. La viscosidad se mide según el tiempo que tarda una cantidad determinada de aceite en fluir a través de un orificio a una temperatura estándar. Cuando más tarda, mayor es la viscosidad, y por consiguiente mayor es el código SAE.
Nótese que el SAE opera un sistema de categorización diferente para aceites de la transmisión que no debe confundirse con la viscosidad del aceite de motor. Números elevados del aceite de la transmisión (ej. 75W-140) no significan necesariamente que la viscosidad sea mayor que la de un aceite de motor.